# Svenska Serien 1912-1913
La Svenska Serien 1912-1913 fu la terza edizione del massimo campionato svedese di calcio.
Il campionato era formato da sei squadre e l'IFK Göteborg vinse il titolo.

## Classifica finale
| Pos | Club           | G  | V | N | P | GF | GS | Pt |
| --- | -------------- | -- | - | - | - | -- | -- | -- |
| 1   | IFK Göteborg   | 10 | 7 | 2 | 1 | 25 | 9  | 16 |
| 2   | Örgryte IS     | 10 | 6 | 1 | 3 | 36 | 14 | 13 |
| 3   | AIK            | 10 | 6 | 0 | 4 | 23 | 27 | 12 |
| 4   | Djurgårdens IF | 10 | 5 | 0 | 5 | 19 | 25 | 10 |
| 5   | IFK Uppsala    | 10 | 3 | 1 | 6 | 22 | 23 | 7  |
| 6   | IFK Norrköping | 10 | 0 | 2 | 8 | 7  | 34 | 2  |

G = Partite giocate; V = Vittorie; N = Nulle/Pareggi; P = Perse; GF = Goal fatti; GS = Goal subiti; DR = differenza reti